# Île de Clare

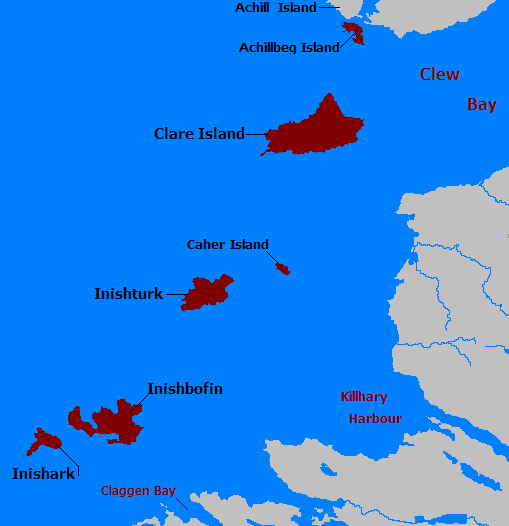
Îles du comté de Mayo.

Clare Island (Oileán Chliara en irlandais) est une île montagneuse à l'entrée de Clew Bay dans le Comté de Mayo, en Irlande. Elle a été rendue célèbre par la reine des pirates, Gráinne O'Malley.
Approximativement, 145 personnes vivent sur l'île.
Au sud-ouest de Clare Island se trouvent les îles inhabitées de Caher Island et de Inishturk.

## Histoire
Au Moyen Âge, Clare Island faisait partie des propriétés de la famille O' Malley. Les ruines de leur maison, appelée château de  Gráinne O'Malley à cause de sa célèbre habitante, sont près de la jetée, sur la côte est de l'île.
La petite abbaye cistercienne de Clare Island, près de la côte sud a été fondée par les O' Malley et contient leurs tombes. Celle de Gráinne O'Malley devrait s'y trouver. L'abbaye est connue pour ses rares peintures médiévales du plafond. En 1588, un bateau de l'Armada espagnole a fait naufrage sur Clare Island et son équipage a été tué par les O'Malley.
En 1806, le premier marquis de Sligo, John Denis Browne, a fait construire le phare de l'île, point de repère très bien visible.
Le 29 septembre 1813, un incendie, causé par une mise en place imprudente des mèches de la lampe à huile, a détruit une partie de la tour et le sommet de la lanterne. Les réparations étaient terminées en 1818. En 1834, la tour a été frappée par un éclair. Après 159 ans de loyaux services, le phare a été mis à la retraite le 28 septembre 1965, remplacé par le phare moderne de l'île d'Achillbeg au sud d'Achill Island.
Le phare de Clare Island a été reconverti en pension haut de gamme.

## Faune et flore
Entre 1909 et 1911, le naturaliste de Belfast, Robert Lloyd Praeger a mené une surveillance biologique exhaustive de l'île, la (en) Clare Island Survey, ce qui était alors sans précédent et qui a servi de modèle pour les études qui ont suivi.
Une nouvelle étude de l'île a été faite de 1990 à 2005, les résultats ont été publiés en six volumes. Le dernier est sorti en 2007. Ils sont accessibles auprès de la "Royal Irish Academy". Cette étude est réputée pour être la seule de ce genre en Europe. Elle est utilisée comme modèle pour mesurer les effets du changement climatique sur l'environnement.

## Transports et infrastructures
Clare Island est accessible par liaison journalière, à partir de Louisburgh. L'aller-retour vous coûte 15 € et vous avez droit à une carte de  l'île en présentant votre ticket.
Il y a un hôtel dans l'île, quelques bed and breakfasts, un centre de méditation et yoga ; des randonnées sont possibles, des bicyclettes sont en location. L'ancien phare de Clare Island est devenu une résidence.
L'île dispose d'une école primaire et d'un bureau de poste. Les enfants poursuivent leurs études sur le continent.
Le port, au sud-est de l'île, représente un bon abri par tous les vents, même venant de l'ouest. Il est cependant totalement ouvert aux vents d'est. Les jetées ne sont pas accessibles aux yachts. Mais, en été, le conseil du comté de Mayo réserve un certain nombre de points de mouillage pour les visiteurs. Le port intérieur permet de mettre à sec avec un fond sablonneux.

## Culture
L'île est citée dans la chanson du groupe folk-rock irlandais, The Saw Doctors dans l'album de 1996, Same Oul' Town. Dans la chanson, le groupe immortalise l'île. Elle est décrite comme un port à la vie trépidante.
L'intrigue du film de Bob Quinn "Budawanny" (1987) est censée se dérouler à Clare Island. Bob Quinn a aussi réalisé un documentaire sur Clare Island, "The island", en 1966.

## Galerie

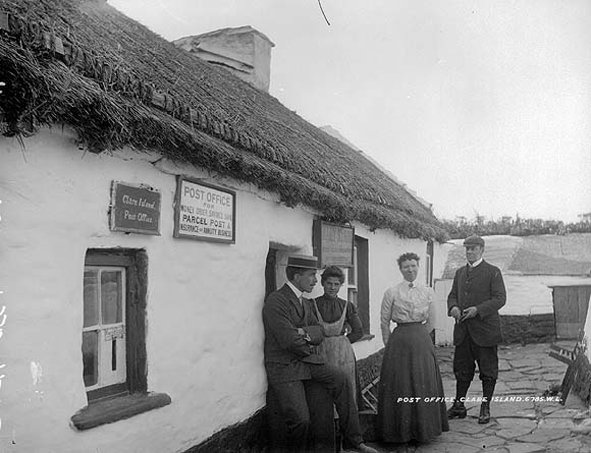
Le bureau de poste en 1900.
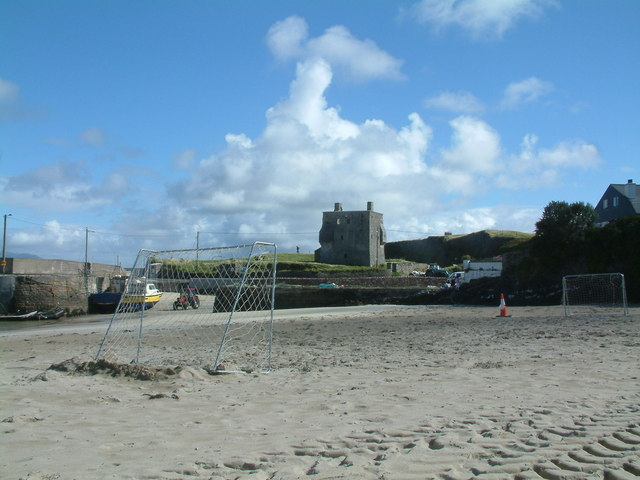
Château de Gráinne O'Malley.
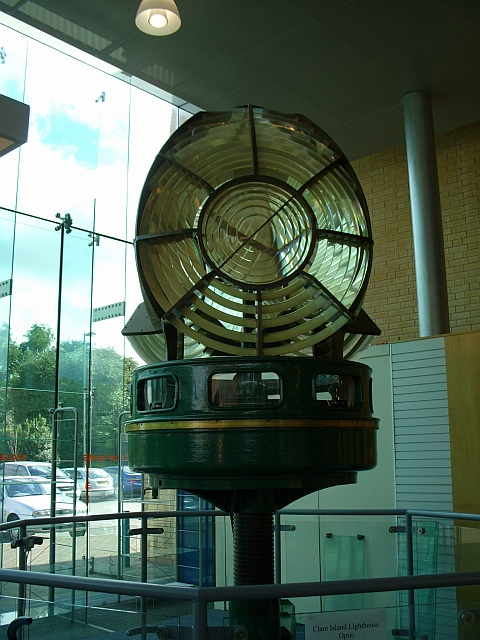
La lentille du phare de l'île de Clare, désormais exposée à la boutique du World of Glass, à St Helens (Merseyside, UK).
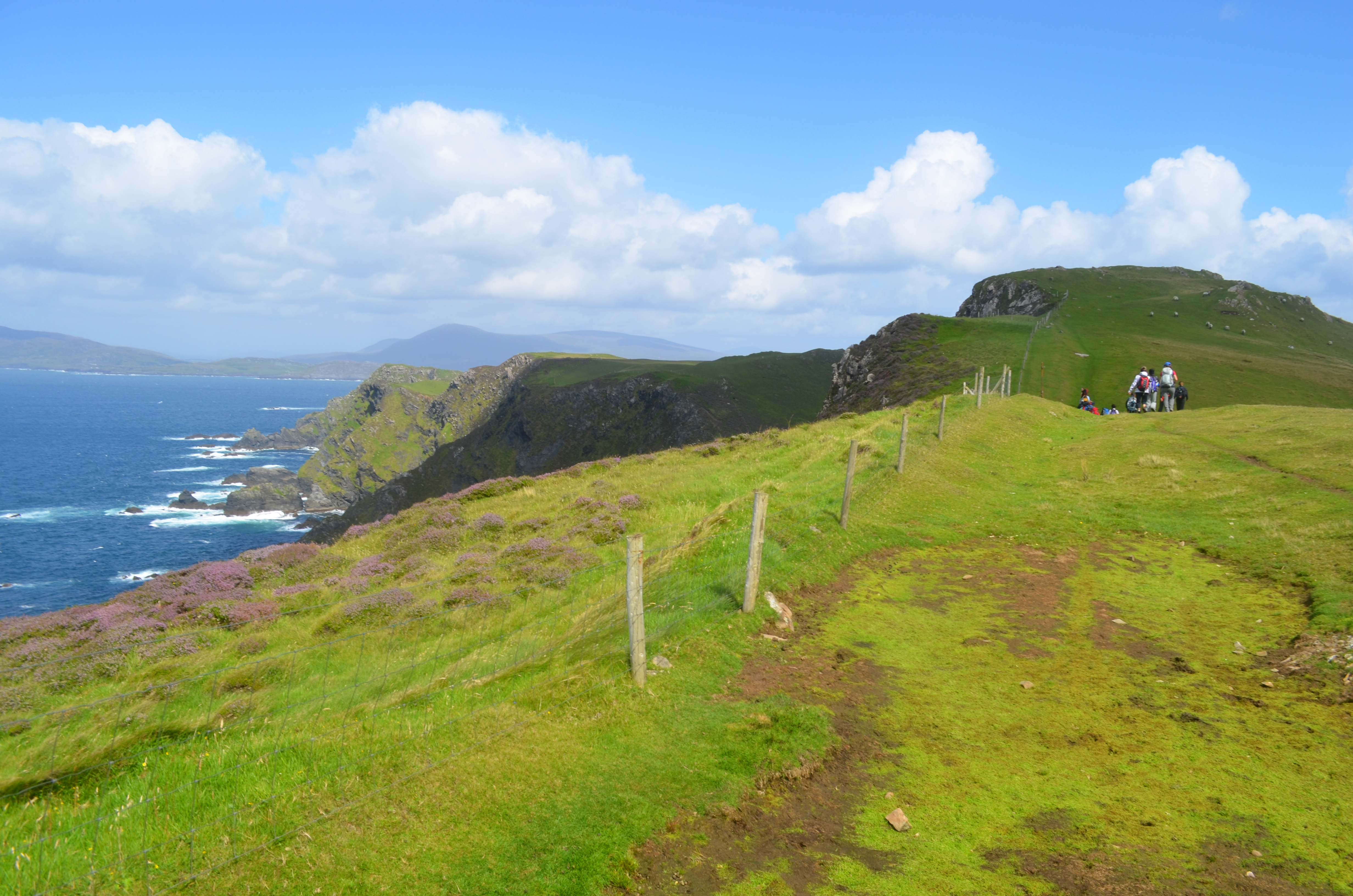
Randonneurs à l'île de Clare.
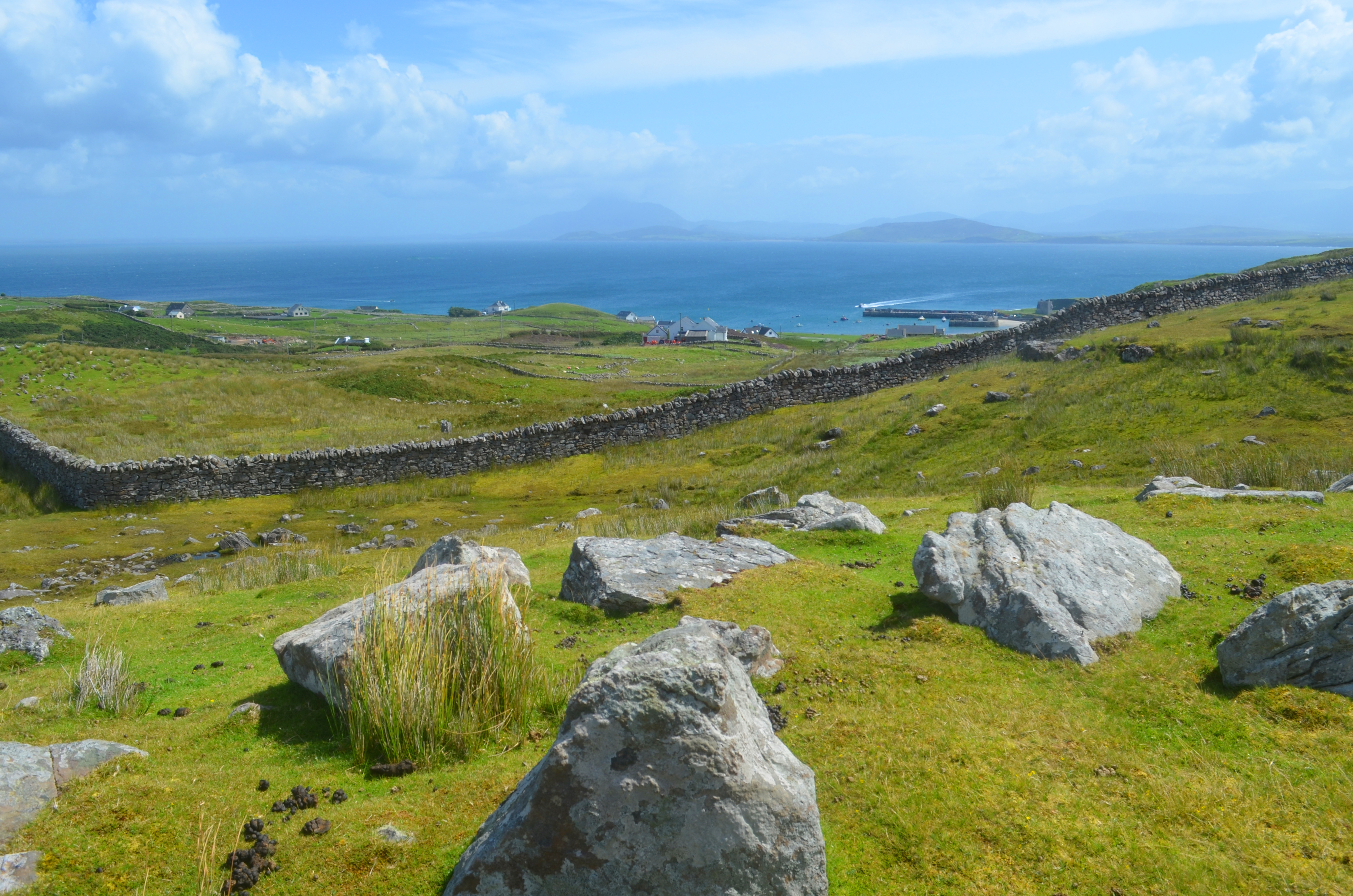
Vue de l’île de Clare.
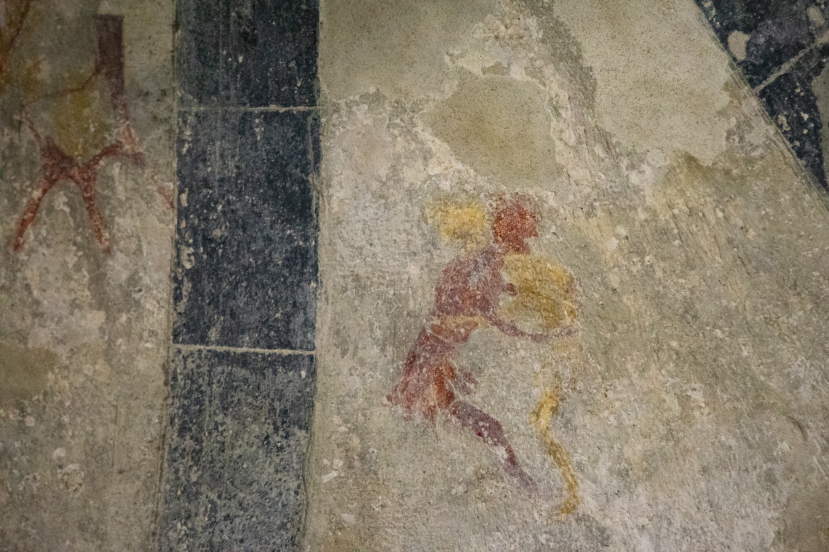
Fresque à la chapelle de l'abbaye de Clare Island.

## Source
- (en) Cet article est partiellement ou en totalité issu de l’article de Wikipédia en anglais intitulé « Clare Island » (voir la liste des auteurs).